# Eduardo Rózsa Flores
Eduardo Rózsa Flores (Santa Cruz de la Sierra, 31 de març de 1960 - Santa Cruz de la Sierra, 16 d'abril de 2009) va ser un actor, productor de cinema, escriptor, poeta i publicista bolivià, soldat en guerres iugoslaves, posteriorment acusat per la fiscalia boliviana de ser el líder d'una banda paramilitar. Eduardo era bolivià de pare hongarès d'origen jueu (György Obermayer-Rózsa) i mare catalana (Nelly Flores Arias). Va ser membre de l'Opus Dei i posteriorment es va convertir a l'islam.

## Obres
Els seus llibres van ser publicats en hongarès:
- A Mocskos háború (1994) háborús visszaemlékezés - La Cara sucia de la Guerra (1994) recuerdos sobre la guerra.
- Hallgatás Hadművelet (1996) - Silencio en el entrenamiento militar (1996)
- Meghaltunk és mégis élünk (1998) háborús visszaemlékezés - Morimos y aún así seguimos vivos (1998)
- Hűség (1999) háborús versek - Lealtad (1999) versos sobre la guerra
- Állapot: Két háború között (2001) versek - Estado: Entre dos guerras (2001) versos
- Disznóságok gyűjteménye (2003) - Colección de cochinadas (2003)
- 69 Titok, szerelmes versek és egy magyarázat (2004) versek - 69 secretos, versos de amor y explicación (2004)
- 47 szúfi vers (2007) versek - 47 versos sufistas

## Filmografia
Totes les seves pel·lícules van ser filmades i realitzades en hongarès i van aconseguir certa rellevància en la nació, així com en comunitats hongareses a l'estranger a Amèrica Llatina, Amèrica del Nord i Austràlia.
- Bolse Vita (1996)
- Vizualizáció (1997)
- Kisváros (1997)
- Chico (2001)